# Тигрицкий сельсовет
Тигрицкий сельсовет - сельское поселение в Минусинском районе Красноярского края.
Административный центр — село Тигрицкое.

## Население
| 2010 | 2012  | 2013  | 2014  | 2015  | 2016  | 2017  |
| ---- | ----- | ----- | ----- | ----- | ----- | ----- |
| 1177 | ↘1176 | ↘1163 | ↘1162 | ↘1153 | ↘1141 | ↘1126 |

## Состав сельского поселения
В состав сельского поселения входит один населённый пункт — село Тигрицкое.

## Местное самоуправление
Тигрицкий сельский Совет депутатов
Дата избрания: 26.03.2006. Срок полномочий: 5 лет. Количество депутатов:  10
Глава муниципального образования
- Могильникова Наталья Николаевна. Дата избрания: 26.03.2006. Срок полномочий: 5 лет